# 伊藤 (西尾市)
伊藤（いとう）は、愛知県西尾市の地名。伊藤町・伊藤。

## 地理

### 交通
- 愛知県道319号西尾環状線

### 施設
- 伊藤1号公園
- 伊藤2号公園
- 伊藤3号公園
- 鶴城ふれあいセンター
- 鶴城幼稚園
- ドミー鶴城店
- 大槎律寺
- 行心院

## 歴史

### 地名の由来
当地を開発した伊藤清兵衛の名に由来する。

### 沿革
- 江戸時代 - 三河国幡豆郡伊藤村もしくは伊藤新田として所在[1]。
- 1889年（明治22年） - 幡豆郡久麻久村大字伊藤となる[1]。
- 1906年（明治39年） - 西尾町大字伊藤となる[1]。
- 1953年（昭和28年） - 西尾市大字伊藤となる[1]。
- 1954年（昭和29年） - 西尾市伊藤町となる[1]。

### WEB
1. ↑  “読み仮名データの促音・拗音を小書きで表記するもの(zip形式) 愛知県” (zip).   日本郵便 (2024年2月29日). 2024年3月26日閲覧。
2. ↑  “市外局番の一覧” (PDF).   総務省 (2022年3月1日). 2022年3月22日閲覧。
3. ↑  “ナンバープレートについて”.   一般社団法人愛知県自動車会議所. 2024年1月21日閲覧。

### 書籍
1. 1 2 3 4 5 6  「角川日本地名大辞典」編纂委員会 1989, p. 167.